# Batalla dels Camps Raudis
La batalla dels Camps Raudis, coneguda també com a batalla de Vercel·les, fou una plana de la Gàl·lia Cisalpina en què Gai Màrius i Quint Lutaci van derrotar els cimbres el 101 aC.
Tot i que la batalla és descrita per diversos autors, la situació del lloc de la batalla és esmentat amb poc detall. Plutarc diu que era prop de Vercel·les, però alguns erudits pensen que en realitat fou prop de Verona; una bona part pensa que la batalla es va lliurar als Camps Raudis, una plana entre Vercel·les i Novara, entre els rius Sèsia a l'oest i Agogna a l'est. Cluver diu que a mig camí entre Vercel·les i Mortara hi ha un llogaret anomenat Robio o Robbio, derivat de Raudius, que seria el lloc de la batalla, però aquesta opinió ha estat rebutjada per altres experts.

## Antecedents
Probablement a causa d'un canvi climàtic durant els anys 120 aC-115 aC, els cimbres i els teutons van abandonar les seves terres natals del mar Bàltic migrant del nord d'Europa cap a territoris sota domini de la república romana, provocant amb això l'enfrontament. La guerra va suposar una seriosa amenaça a Itàlia i a la pròpia Roma, fet que no passava des de la Segona Guerra Púnica.
Arran de la catàstrofe d'Aràusio, la por va sacsejar la República Romana fins als fonaments i es va declarar una situació d'emergència, ignorant la constitució i Gai Màrius, vencedor en la Guerra de Jugurta, és nomenat imperator i elegit cònsol per un període consecutiu de 5 anys començant el 105 aC, amb poders sense precedents que va utilitzar per transformar l'exèrcit romà en el primer exèrcit professional de la història.
Boiòrix, rei cimbre, es va erigir líder de totes les tribus implicades en la migració. Va aprendre llatí, va estudiar als romans a través dels presoners capturats i va decidir que amb les seves forces era possible vèncer a Roma dividint en tres grups a totes les tribus, que superaven el milió d'efectius, i envair Itàlia des de tres punts diferents al mateix temps, partint des dels Alps. Cada grup tenia la mida suficient per ser una terrible amenaça per als romans, però no tan gran com per tornar-se ingovernable, ja que els passos dels Alps eren estrets i dificultosos.
Teutobodus entraria amb els teutons i ambrons per l'oest, prop dAquae Sextiae, Boiòrix marxaria sobre Roma pel Nord amb els cimbres, per un pas prop de l'actual Verona i la resta de tribus entraria pel pas de Tergeste, el més oriental dels Alps. En la batalla d'Aquae Sextiae ambrons i teutons foren eliminats, però els cimbres i el compost per queruscs i marcomans encara eren unes forces molt poderoses.
El 101 aC, els cimbres van creuar els Alps. Quint Lutaci Catul, acampat en una estreta vall on els teutons, molt superiors numèricament podien encerclar-los, i va creuar l'únic pont sobre el riu Po a la vall, cedint territori als cimbres. Durant el replegament, es van produir petites escaramusses entre la cavalleria dels cimbres i tropes auxiliars samnites, però els cimbres van perdre temps saquejant abans de seguir amb la invasió, i Gai Màrius es va poder reunir amb Catul i les legions victorioses d'Aquae Sextiae. La tercera invasió germànica s'havia donat la volta abans d'entrar a Itàlia, després de conèixer la fatídica derrota dels teutons i ambrons a mans de Màrius. La balança començava a inclinar cap al costat romà després de més de deu anys de crisi.

## Batalla

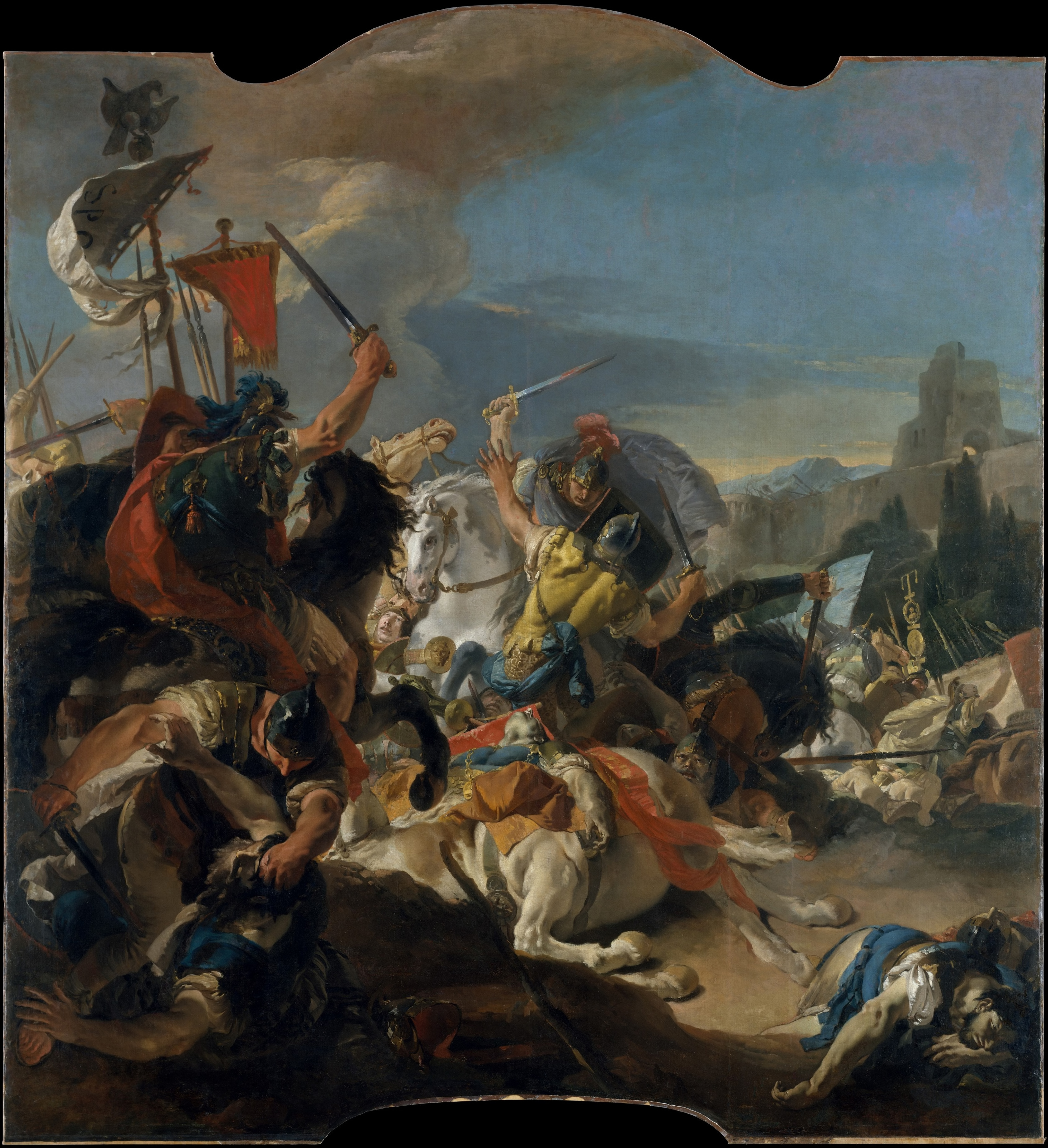
Representació de la batalla per Giovanni Battista Tiepolo (1725-1729).

La superior cavalleria romana va carregar sobre l'enemic en la densa boira del matí i, tot i que l'atac era esperat, els va agafar per sorpresa havent de lluitar mà a mà abans del previst, i després es va llançar sobre la infanteria, que es preparava per a la batalla.
A la batalla dels Camps Raudis, prop del riu Sesia, Gai Màrius tornaria a demostrar la superioritat de les noves legions i cavalleria romanes. En la devastadora derrota, els cimbres van ser virtualment aniquilats, morint dos dels seus líders, Lugius i el seu rei, Boiòrix.
En un últim episodi d'aquesta cruenta guerra, les dones cimbres van matar els seus fills i es van suïcidar per evitar una vida en esclavitud. Així, la guerra que va començar com una migració, va acabar en un genocidi i en un suïcidi de masses.

## Conseqüències
Els cimbres no van ser esborrats completament de la faç de la terra. Un petit grup romanent de cimbres i teutons van seguir convivint a Jutlàndia almenys fins al segle primer, aliats amb els bois. Aquesta barreja de tribus també se les veuria amb el nebot de Gai Màrius, Juli Cèsar, durant les seves campanyes de conquesta duran la guerra de les Gàl·lies.